# 1627
1627 (MDCXXVII) var ett normalår som började en fredag i den gregorianska kalendern och ett normalår som började en måndag i den julianska kalendern.

## Händelser

### Februari
- 17 februari – Barbados blir en engelsk koloni.[1]

### April
- 13 april – Svenskarna besegras av polackerna i slaget vid Hammerstein.

### Maj
- 25 maj – Gustav II Adolf såras vid Danziger Haupt.

### Juli
- 16 juli – "Turkräden": Pirater från Alger tar sig till Island och kidnappar och förslavar 400 personer.[2]

### Augusti
- 7–8 augusti – Gustav II Adolf såras än en gång i det oavgjorda slaget vid Dirschau mot polackerna.

### Okänt datum
- Linköpings gymnasium inrättas.
- Louis De Geer blir svensk undersåte och får privilegiet att leda hela den svenska järnproduktionen och vapentillverkningen.
- Ett av den svenska adelns privilegier upphävs då det beslutas att även frälsebönder skall roteras (utskrivas och inordnas i krigsmakten) i samma utsträckning och skatte- och kronobönder. Endast adelns bönder vid sätesgårdarna är undantagna från utskrivning. Dessutom påläggs adeln nya skatter av kronan.
- Örebro slott står färdigt efter decennier av ombyggnad.
- Biskop Johannes Rudbeckius får i uppdrag att nyorganisera den estländska kyrkan och skolan, för att inkorporera provinsen i Sverige. Detta går dock om intet genom den livländska adelns motstånd.
- Sveriges första bollhus (för dåtidens motsvarighet till tennis) uppförs vid Slottsbacken i Stockholm.
- Uroxen dör ut i en polsk djurpark.

## Födda
- 25 januari – Robert Boyle, engelsk naturforskare.
- 27 september – Jacques Bénigne Bossuet, fransk teolog, biskop av Meaux och talesman för gallikanismen.
- Maria Sofia De la Gardie, svensk industrialist, bruksägare, hovfunktionär och grevinna.

## Avlidna
- 27 januari – Cecilia Vasa, svensk prinsessa, dotter till Gustav Vasa och Margareta Eriksdotter (Leijonhufvud).
- 11 oktober – Bernardo de Balbuena, spansk diktare.
- 8 november – Djahangir, indisk stormogul.
- Madame Ke, politiskt inflytelserik kinesisk amma och gunstling.

### Fotnoter
1. ↑  World Statesmen (läst 3 april 2011)
2. ↑  Svenska Dagbladet 13 november 2003 - Turkrånet var Heimaeys stora olycka (läst 6 april 2011)